# Estação Pichincha
A Estação Pichincha é uma das estações do Metro de Buenos Aires, situada em Buenos Aires, entre a Estação Entre Ríos - Rodolfo Walsh e a Estação Jujuy. Faz parte da Linha E.
Foi inaugurada em 20 de junho de 1944. Localiza-se no cruzamento da Avenida San Juan com a Rua Pichincha. Atende o bairro de San Cristóbal.